# Воронкин, Александр Викторович
Александр Викторович Воронкин (род. 16 декабря 1962, Саратов) — советский и российский хоккеист, защитник.

## Биография
Воспитанник саратовского «Кристалла», дебютировал за команду в сезоне 1980/81 и вышел с ней в высшую лигу, где в следующем сезоне провёл 28 матчей. В первой лиге провёл следующие девять сезонов, выступая за «Кристалл» (1982—1986) и «Торпедо» / «Ладу» Тольятти (1988—1991). Сезон 1991/92 отыграл за «Ладу» в высшей лиге, после чего завершил профессиональную карьеру. В конце 1990-х вернулся на лёд, проведя за «Кристалл» 13 матчей в сезонах 1998/99 — 1999/2000 в высшей лиге (Д2).
Серебряный призёр хоккейного турнира зимней Универсиады 1983 года.